# Nandambakkam (samhälle)
Nandambakkam är ett samhälle i Indien.   Det ligger i distriktet Kancheepuram och delstaten Tamil Nadu, i den södra delen av landet, 1 800 km söder om huvudstaden New Delhi. Nandambakkam ligger 14 meter över havet och antalet invånare är 9 093.
Terrängen runt Nandambakkam är mycket platt.  Närmaste större samhälle är Madras, 12,4 km nordost om Nandambakkam. Runt Nandambakkam är det i huvudsak tätbebyggt.